# Bedřiška Šlesvicko-Holštýnsko-Sonderbursko-Glücksburská
Bedřiška Šlesvicko-Holštýnsko-Sonderbursko-Glücksburská (9. října 1811, Gottorp – 10. července 1902, Ballenstedt) byla dcera Fridricha Viléma, vévody Šlesvicko-Holštýnsko-Sonderbursko-Glücksburského, a jeho manželky Luisi Karolíny Hesensko-Kasselské, tím pádem byla Bedřiška starší sestrou budoucího dánského krále Kristiána IX. Po sňatku s Alexandrem Karlem Anhaltsko-Bernburským se stala poslední vévodkyní Anhaltsko-bernburskou; jejím manželem dynastie vymřela po meči, po přeslici vymřela již několik let před ním.

## Život

### Rodina a mládí
Bedřiška se narodila 9. října 1811 na zámku Gottorp v blízkosti Schleswig v Šlesvicku jako princezna Bedřiška Šlesvicko-Holštýnsko-Sonderbursko-Becká, druhá nejstarší dcera Fridricha Viléma, vévody Šlesvicko-Holštýnsko-Sonderbursko-Beckého, a jeho manželky Luisi Karolíny Hesensko-Kasselské.
Bedřiščin otec Fridrich byl hlavou dynastie, která si od roku 1448 držela norský trůn, byl tedy poměrně významný. Prostřednictvím otce tedy byl Bedřiška přímým potomkem Kristiána III. Dánského. Bedřiščina matka Luisa Karolína byla dcerou lankraběte Karla Hesensko-Kasselského, dánského polního maršála a místodržitele Šlesvicka a Holštýnska, a jeho manželky Luisi Dánské (dcera Frederika V. Dánského). 6. června 1825 byl Fridrich Vilém jmenován nevlastním bratrem Frederikem VI. vévodou glücksburským, jelikož roku 1779 stará glücksburská linie zanikla.

### Vévodkyně Anhaltsko-bernburská
Dne 30. října 1834, ve věku 23 let, si Bedřiška vzala Alexandra Karla, vévodu anhaltsko-bernburského, syna Alexiuse Fridricha Kristiána. Svatba proběhla na zámku Louisenlund a manželství bylo bez potomků.
V listopadu 1855 byl Alexandr Karel uvězněn v zámku Hoym kvůli postupnému zhoršení jeho duševního zdraví (podle některých zdrojů dokonce trpěl schizofrenií). Tam Alexandr strávit zbytek svého života ve společnosti svého komorníka, malíře Wilhelma von Kügelgena. Odsud ale nemohl vládnout vévodství, proto všechny jeho pravomoci převzala právě manželka Bedřiška. Alexandr nakonec 19. srpna 1863 v zajetí zemřel. Protože Anhaltsko-Bernburští Alexandrem vymřeli, zdědili po nich vévodství Anhaltsko-Desavští, konkrétně Leopold IV., kterému se nakonec podařilo sjednotit celé Anhaltsko — stalo se tak po více než 280 letech a co více, titul by dědičný.
Vévodkyně vdova Bedřiška zemřela ve věku devadesáti let 10. července 1902 v Ballenstedtu.

## Vývod z předků
|                                                           |                                                                 |  |                                |                                                           |  |  |  |  |  |  |  | Petr August Šlesvicko-Holštýnsko-Sonderbursko-Beckský |
|                                                           |                                                                 |  |                                |                                                           |  |  |  |  |  |  |  |                                                       |
|                                                           | Karel Antonín August Šlesvicko-Holštýnsko-Sonderbursko-Beckský  |  |                                |                                                           |  |  |  |  |  |  |  |                                                       |
|                                                           |                                                                 |  |                                |                                                           |  |  |  |  |  |  |  |                                                       |
|                                                           |                                                                 |  |                                | Žofie Hesensko-Philippsthalská                            |  |  |  |  |  |  |  |                                                       |
|                                                           |                                                                 |  |                                |                                                           |  |  |  |  |  |  |  |                                                       |
|                                                           | Fridrich Karel Ludvík Šlesvicko-Holštýnsko-Sonderbursko-Beckský |  |                                |                                                           |  |  |  |  |  |  |  |                                                       |
|                                                           |                                                                 |  |                                |                                                           |  |  |  |  |  |  |  |                                                       |
|                                                           |                                                                 |  |                                | Albrecht Kryštof z Dohna-Schlodien                        |  |  |  |  |  |  |  |                                                       |
|                                                           |                                                                 |  |                                |                                                           |  |  |  |  |  |  |  |                                                       |
|                                                           | Šarlota z Dohna-Leistenau                                       |  |                                |                                                           |  |  |  |  |  |  |  |                                                       |
|                                                           |                                                                 |  |                                |                                                           |  |  |  |  |  |  |  |                                                       |
|                                                           |                                                                 |  |                                | Žofie Henrietta Šlesvicko-Holštýnsko-Sonderbursko-Beckská |  |  |  |  |  |  |  |                                                       |
|                                                           |                                                                 |  |                                |                                                           |  |  |  |  |  |  |  |                                                       |
|                                                           | Fridrich Vilém Šlesvicko-Holštýnsko-Sonderbursko-Glücksburský   |  |                                |                                                           |  |  |  |  |  |  |  |                                                       |
|                                                           |                                                                 |  |                                |                                                           |  |  |  |  |  |  |  |                                                       |
|                                                           |                                                                 |  |                                | Jiří Adam III. Schliebenský                               |  |  |  |  |  |  |  |                                                       |
|                                                           |                                                                 |  |                                |                                                           |  |  |  |  |  |  |  |                                                       |
|                                                           | Karel Leopold Schliebenský                                      |  |                                |                                                           |  |  |  |  |  |  |  |                                                       |
|                                                           |                                                                 |  |                                |                                                           |  |  |  |  |  |  |  |                                                       |
|                                                           |                                                                 |  |                                | Kateřina Dorotea Finck z Finckensteinu                    |  |  |  |  |  |  |  |                                                       |
|                                                           |                                                                 |  |                                |                                                           |  |  |  |  |  |  |  |                                                       |
|                                                           | Frederika Schliebenská                                          |  |                                |                                                           |  |  |  |  |  |  |  |                                                       |
|                                                           |                                                                 |  |                                |                                                           |  |  |  |  |  |  |  |                                                       |
|                                                           |                                                                 |  |                                | Arnošt Ahasver z Lehndorffu                               |  |  |  |  |  |  |  |                                                       |
|                                                           |                                                                 |  |                                |                                                           |  |  |  |  |  |  |  |                                                       |
|                                                           | Marie Eleonora z Lehndorffu                                     |  |                                |                                                           |  |  |  |  |  |  |  |                                                       |
|                                                           |                                                                 |  |                                |                                                           |  |  |  |  |  |  |  |                                                       |
|                                                           |                                                                 |  |                                | Marie Luisa z Wallenrodtu                                 |  |  |  |  |  |  |  |                                                       |
|                                                           |                                                                 |  |                                |                                                           |  |  |  |  |  |  |  |                                                       |
| 'Bedřiška Šlesvicko-Holštýnsko-Sonderbursko-Glücksburská' |                                                                 |  |                                |                                                           |  |  |  |  |  |  |  |                                                       |
|                                                           |                                                                 |  |                                |                                                           |  |  |  |  |  |  |  |                                                       |
|                                                           |                                                                 |  | Vilém VIII. Hesensko-Kasselský |                                                           |  |  |  |  |  |  |  |                                                       |
|                                                           |                                                                 |  |                                |                                                           |  |  |  |  |  |  |  |                                                       |
|                                                           | Fridrich II. Hesensko-Kasselský                                 |  |                                |                                                           |  |  |  |  |  |  |  |                                                       |
|                                                           |                                                                 |  |                                |                                                           |  |  |  |  |  |  |  |                                                       |
|                                                           |                                                                 |  |                                | Dorotea Vilemína Sasko-Zeitzská                           |  |  |  |  |  |  |  |                                                       |
|                                                           |                                                                 |  |                                |                                                           |  |  |  |  |  |  |  |                                                       |
|                                                           | Karel Hesensko-Kasselský                                        |  |                                |                                                           |  |  |  |  |  |  |  |                                                       |
|                                                           |                                                                 |  |                                |                                                           |  |  |  |  |  |  |  |                                                       |
|                                                           |                                                                 |  |                                | Jiří II.                                                  |  |  |  |  |  |  |  |                                                       |
|                                                           |                                                                 |  |                                |                                                           |  |  |  |  |  |  |  |                                                       |
|                                                           | Marie Hannoverská                                               |  |                                |                                                           |  |  |  |  |  |  |  |                                                       |
|                                                           |                                                                 |  |                                |                                                           |  |  |  |  |  |  |  |                                                       |
|                                                           |                                                                 |  |                                | Karolina z Ansbachu                                       |  |  |  |  |  |  |  |                                                       |
|                                                           |                                                                 |  |                                |                                                           |  |  |  |  |  |  |  |                                                       |
|                                                           | Luisa Karolina Hesensko-Kasselská                               |  |                                |                                                           |  |  |  |  |  |  |  |                                                       |
|                                                           |                                                                 |  |                                |                                                           |  |  |  |  |  |  |  |                                                       |
|                                                           |                                                                 |  |                                | Kristián VI.                                              |  |  |  |  |  |  |  |                                                       |
|                                                           |                                                                 |  |                                |                                                           |  |  |  |  |  |  |  |                                                       |
|                                                           | Frederik V.                                                     |  |                                |                                                           |  |  |  |  |  |  |  |                                                       |
|                                                           |                                                                 |  |                                |                                                           |  |  |  |  |  |  |  |                                                       |
|                                                           |                                                                 |  |                                | Žofie Magdalena Braniborská                               |  |  |  |  |  |  |  |                                                       |
|                                                           |                                                                 |  |                                |                                                           |  |  |  |  |  |  |  |                                                       |
|                                                           | Luisa Dánská a Norská                                           |  |                                |                                                           |  |  |  |  |  |  |  |                                                       |
|                                                           |                                                                 |  |                                |                                                           |  |  |  |  |  |  |  |                                                       |
|                                                           |                                                                 |  |                                | Jiří II.                                                  |  |  |  |  |  |  |  |                                                       |
|                                                           |                                                                 |  |                                |                                                           |  |  |  |  |  |  |  |                                                       |
|                                                           | Luisa Hannoverská                                               |  |                                |                                                           |  |  |  |  |  |  |  |                                                       |
|                                                           |                                                                 |  |                                |                                                           |  |  |  |  |  |  |  |                                                       |
|                                                           |                                                                 |  |                                | Karolina z Ansbachu                                       |  |  |  |  |  |  |  |                                                       |
|                                                           |                                                                 |  |                                |                                                           |  |  |  |  |  |  |  |                                                       |